# راندي جاكسون (لاعب كرة قدم أمريكية أمريكي)
راندي جاكسون (بالإنجليزية: Randy Jackson)‏ هو لاعب كرة قدم أمريكية أمريكي، ولد في 13 نوفمبر 1948 في أتلانتا في الولايات المتحدة، وتوفي في 21 يوليو 2010 في ويتشيتا في الولايات المتحدة بسبب سرطان البنكرياس.

## وصلات خارجية
- راندي جاكسون على موقع مرجع كرة القدم المحترفة.كوم (الإنجليزية)